# IEEE Transactions on Plasma Science
IEEE Transactions on Plasma Science is een internationaal, aan collegiale toetsing onderworpen wetenschappelijk tijdschrift op het gebied van de plasmafysica.
De naam wordt in literatuurverwijzingen meestal afgekort tot IEEE Trans. Plasma Sci. Het verschijnt tweemaandelijks.
Het eerste nummer verscheen in 1973.